# Ndikiniméki
Ndikiniméki è un comune del Camerun, che fa parte del dipartimento di Mbam e Inoubou nella regione del Centro.